# ウトラキスト

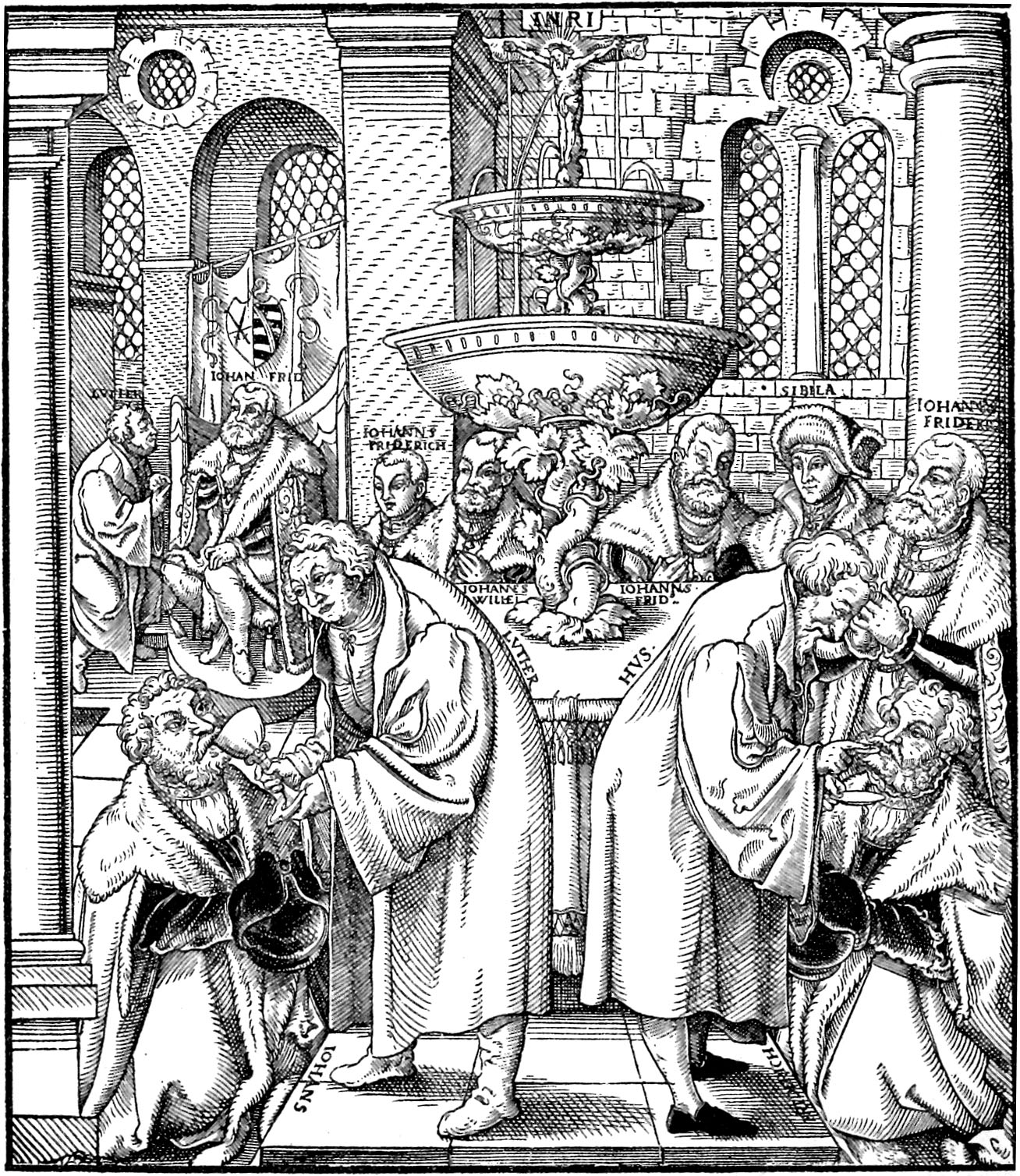
LutherとHusが共に「communion under both kinds」を掲げている。16世紀のザクセン選帝侯領の木版画で、ルーテル教会と穏健フス派の親密さを描いている。

ウトラキストはウトラキズム(英語：Utraquism)(ラテン語：sub utraque specie/Calixtinism)(チェコ語：kališníci)を支持するフス派の一派。
パンとワインの両方が聖餐で平信徒に振舞われるべきとしている。
フス戦争初期にフス派が分解した際に、穏健派且つ最大派閥として誕生した。
ウトラキスト・カトリック連合軍の勝利後、約2世紀後に三十年戦争が勃発するまではボヘミア王国の多数派を占めた。
1620年の白山の戦いで神聖ローマ帝国に敗れた。

## 歴史

1419年～1620年のボヘミア王冠領におけるフス派の支配領域。国境は現在のもの。

1414年、プラハ・カレル大学のJacob of Miesが初めて提唱した。
聖餐にはパンとワインの両方が必要と主張したが、当時のカトリックはワインだけで行っていた。
ウトラキストはフス派の他の派閥(ターボル派・オレープ派・アダム派)に比べて穏健で、プラハ党とも呼ばれた。
彼らは徐々に聖座と協力するようになり、1434年のリパニの戦いでターボル派とシロッツィを滅ぼした。
戦後に復活したフス派は殆どがウトラキストで、ボヘミア王に即位したイジーが特に有名である。

## 参考資料
- Ogden, C. K.; Richards, I. A. (1989) [1923]. “Chapter VI: The Theory of Definitions”. The Meaning of Meaning. ISBN 0-15-658446-8
- この記事にはパブリックドメインである次の百科事典本文を含む: Hughes, Joseph (1915). "Utraquism". In Herbermann, Charles (ed.). Catholic Encyclopedia. Vol. 15. New York: Robert Appleton Company.
- この記事には現在パブリックドメインである次の出版物からのテキストが含まれている: Wood, James, ed. (1907). "Utraquists". The Nuttall Encyclopædia (英語). London and New York: Frederick Warne.